# مارشال

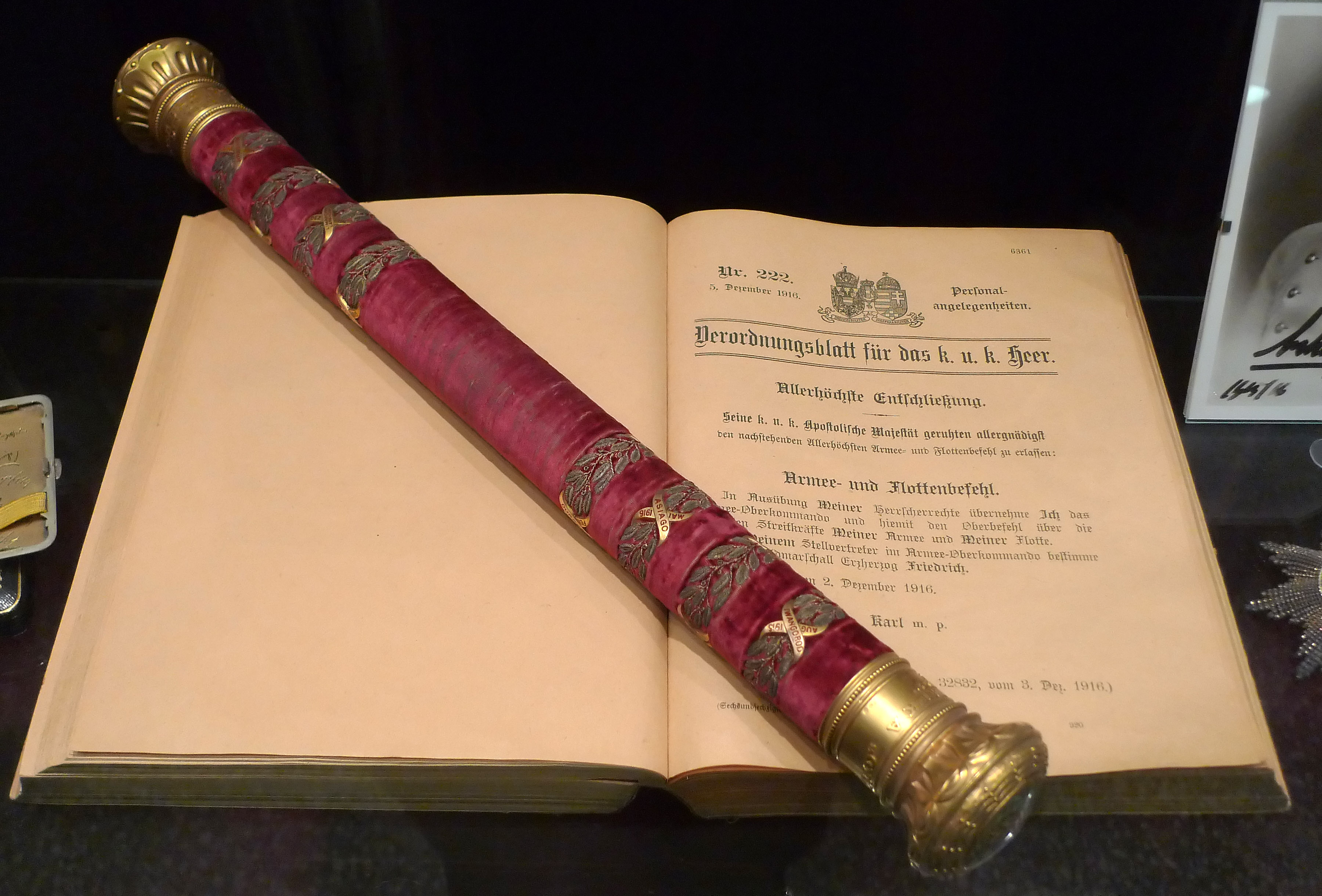

المارشال هو مصطلح يستخدم في العديد من الألقاب الرسمية في مختلف فروع المجتمع. فقد كان اسم مارشال يُستخدم للأعضاء الموثوق بهم في محاكم العصور الوسطى في أوروبا، وكثر استخدام هذا اللقب. خلال القرون القليلة الماضية، تم استخدامه للمكانة العالية، مثل الرتب العسكرية وإنفاذ القانون المدني.

## أصل الكلمة
«المارشال» (Marshal) هو دخيل قديم من لغة نورماندي الفرنسية (راجع maréchal في اللغة الفرنسية الحديثة)، والذي بدوره مستعار من الفرنكية القديمة * marhskalk (تعني «صبي متزن، حارس، خادم»)، ولا يزال واضحا في اللغة الهولندية الوسطى maerscalc، marscal، وفي الهولندية الحديثة (تعني «قائد الجيش»؛ المعنى يتأثر باستخدام الفرنسيين).

## في الجيش

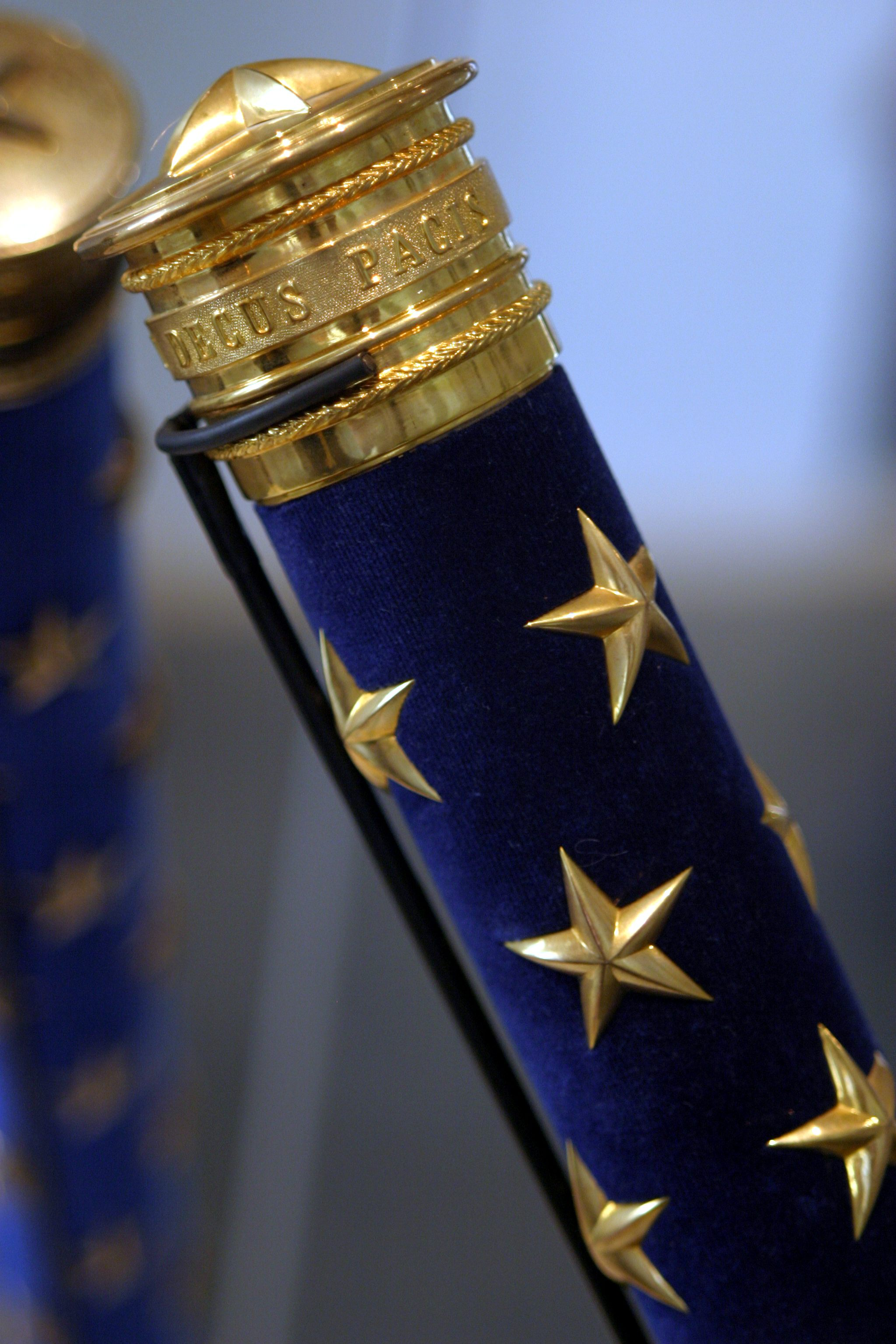
عصا المارشال الفرنسي المعاصر. تم التقاط هذه الصورة في متحف الجيش في باريس.

في كثير من البلدان، رتبة المارشال، راجع المارشال الميداني، هو أعلى رتبة في الجيش، تعلو رتبة فريق أول. وغالبًا ما تكون رتبة البحرية المكافئة هي أميرال الأسطول.
عادة ما يتم الترقية إلى مارشال في أثناء الحرب. في العديد من البلدان، وخاصة في أوروبا، يكون الرمز الخاص بالمارشال هو عصا، وغالبًا ما تتضمن شاراتهم الهراوات.
في بعض البلدان، يتم استخدام المصطلح «مارشال» بدلاً من «جنرال» في الرتب العليا بالقوات الجوية. أعلى أربعة رتب في سلاح الجو الملكي هي مارشال سلاح الجو الملكي، ومارشال الجو، والمارشال الجوي ونائب المارشال (على الرغم من أن الاسم الأول يستخدم بصفة عامة باعتباره رتبة وقت السلم، هو الوحيد الذي يمكن اعتباره بشكل صحيح مارشال).
في الجيش الفرنسي ومعظم الجيوش الوطنية المصممة وفقًا للنظام الفرنسي، يستخدم مصطلح maréchal des logis أو ("marshal-of-lodgings") في سلاح الفرسان وهو ما يعادل الرقيب.
وقد استخدم بعض الحكام التاريخيين ألقاب «المارشال» الخاصة لمكافأة بعض الأشخاص. على الرغم من أن هذه الألقاب الفخرية ليست عسكرية فقط، فقد تم منحها على وجه الحصر لقادة عسكريين ناجحين، مثل المارشال الكبير الشهير في أياكوتشو أنطونيو خوسيه دي سوكري. ومن الأكثر شهرة نجد مارشال فرنسا (Maréchaux de France). وهناك لقب آخر مثل لقب Reichsmarschall ، الذي منحه أدولف هتلر لهيرمان جورينج، على الرغم من أنه لم يكن أبدًا لقبًا عاديًا لأنه «تم اختراعه» فقط لجورينج، الذي كان الوحيد في التاريخ الذي حمل ذلك اللقب. في إنجلترا خلال حرب البارونات الأولى، تم منح لقب «مارشال جيش الله» لروبرت فيتزوالتر عن طريق الانتخاب.
كل من الاتحاد السوفيتي وروسيا لديهما لقبي جنرال عسكري وكذلك «مارشال» في نظام رتبهم، والأخير هو إلى حد كبير رتبة فخرية.

## الاحتفالات والبروتوكول
عادة في النظم الملكية، يرتدي واحد أو أكثر من كبار الشخصيات زي يحمل لقب المارشال أو لقبا مركبا مثل كورت مارشال (لا علاقة له بالمحكمة العسكرية) أو أحيانا لقب جراند مارشال .
تختلف وظيفة الكورت مارشال وفقًا للتقاليد الوطنية، لكنه في كثير من الأحيان هو رئيس أركان أسرة الملك (أي القصر والمجالات الأخرى). في كثير من الأحيان، تشمل وظيفته أيضًا الامتياز الفخري كرئيس للبروتوكول للإعلان رسميًا عن وصول ضيوف كبار الشخصيات إلى الجماهير وعشاء الدولة والمؤتمرات في مقر الملك. غالبًا ما كان هذا المنصب وراثيًا في طبقة النبلاء.